# 四季が丘
四季が丘（しきがおか）は、日本の新興住宅地（ニュータウン）の名称であり、またその住居表示上の地名である。
- 岡山県井原市上出部町四季が丘

郵便番号は715-0026（井原郵便局管区）。「四季が丘団地」とも呼ばれている。2005年分譲開始、総区画数は202。
- 広島県廿日市市四季が丘

郵便番号は一丁目から十一丁目が738-0036（廿日市郵便局管区）、四季が丘上が738-0038（廿日市郵便局管区）。「四季が丘団地」とも呼ばれている。1987年分譲開始、総区画数は2,035。本項で詳述する。

## 概要
広島県の西部、瀬戸内海（広島湾）を見下ろす高台にある、典型的なニュータウンである。広島市中心部から15km圏にあり、隣接する宮園（約6,350人）、陽光台（約2,000人）とほぼ一体化して、人口約15,000人のニュータウンを形成している。住民の通勤・通学先は多くが広島市や廿日市市である。
開発主体は近鉄不動産で、正式名称は「近鉄 四季が丘住宅地」という。開発総面積は84.2ヘクタール、計画戸数2035戸（約8000人）で、人口は2016年4月現在、6092人（男2986人、女3106人）。2149世帯が暮らしている。
いわゆるバブル景気が本格化した1987年に分譲が開始され、現在も分譲は続いている。高層・集合住宅は計画されず、街並みには戸建住宅が整然と並ぶ。とくに建売の街区ではそれぞれテーマに沿った統一感のあるデザイン住宅が並び、街並み自体のブランド化が志向されている。

## 地理
廿日市市の南部にあり、海岸からせり上がった標高60～140メートルほどの丘陵に位置している。折敷畑山の南麓にあたり、全域で日当たりがよい。地質は花崗岩主体でもろい。
南東方向には瀬戸内海を一望の下に見下ろし、眺望に優れている。南西の安芸の宮島から北東の広島市街、また広島湾の島々や呉市街地をも望むことができる。

## 気候
瀬戸内海式気候。温暖で、雨は少なく、自然災害も少ない地域である。海風を遮るものがないため、瀬戸内海からの潮風の影響を受けやすい。1991年（平成3年）の台風19号では塩害の被害が広がり、長時間停電したほか、四季が丘一帯の街路樹が茶枯れを起こした。
冬にはまれに積雪する。標高がある分、廿日市市街地よりも若干寒冷で、積雪量も多い。路面が凍結することもあるので注意が必要である。

## 四季が丘の歴史
宅地造成以前は一面の山林であった。四季が丘貯水池わきに弥生時代の遺跡がある。
1554年（天文23年）の折敷畑の戦いの主戦場とされる（ポポロの森（四季が丘公園）から折敷畑山に向かう登山道の途中に、古戦場碑がある）。伝統的な地名では佐伯郡宮内村の黒折・畑口および的場の一部。なお宮内村は1956年（昭和31年）に廿日市町に合併されている。

## 四季が丘の沿革
宅地造成以後の沿革は四季が丘コミュニティ協議会編纂『四季が丘20周年のあゆみ』に詳しい。
- 1987年
  - 5月、宅地分譲開始。12月入居開始。当時の地名は「佐伯郡廿日市町大字宮内四季が丘」。
  - 12月、広電バス四季が丘線運行開始。

- 1988年
  - 3月、最寄り駅となるJR宮内串戸駅開業。この頃は住民も少なく、バスは1日3～4便しかなかった。当時宮内バス停まで130円。宮島線の初乗り運賃は100円であった。
  - 4月、廿日市市の市制施行により住居表示が「廿日市市四季が丘」に変更された。四季が丘街びらきフェアー開催。ブールパール水路放水開始。

- 1989年
  - 7月、第1回四季が丘夏まつり開催。
  - 11月、ハローふじおか（のちにピュアークック）四季が丘店が開店。

- 1990年
  - 4月、ハーモニティープラザ四季が丘内専門店開店。
  - 11月、四季が丘テニスコート完成

- 1991年
  - 4月、四季が丘中学校開校。四季が丘公民館開設。四季が丘公園(ポポロの森)開園。

- 1992年
  - 4月、四季が丘小学校開校。四季が丘コミュニティーづくり協議会設立。

- 1993年
  - 4月、くすのき幼稚園が広島市内より移転して開設。
  - 10月、アコールプラザ四季が丘オープン。

- 1994年
  - 1月、四季が丘で初めてとんどが行われる。

- 1995年
  - 11月、廿日市市消防団第3分団第2部2班（「四季が丘班」と通称）結成。

- 1996年
  - 7月、四季が丘の街づくりの取り組みに対して建設大臣表彰。

- 1998年
  - 10月、ハロープラザ（四季が丘アコールプラザ内）閉店。

- 2000年
  - 3月、四季が丘郵便局開局。

- 2002年
  - 7月、第1回ポポロの森野外コンサート開催。以後毎年9～10月に開催されている。

- 2003年
  - 9月、第1回四季が丘地区敬老会開催。

- 2004年
  - 5月、四季が丘自主防災連絡協議会設立。

- 2006年
  - 4月、四季が丘の世帯数が2000世帯を超える
  - 7月、四季が丘夏祭りが会場を四季が丘公園に移して初開催。

- 2010年
  - 四季が丘の防災への取り組みについて、消防関係功労者自主防災組織の部で広島県知事表彰を受賞。

- 2012年
  - 10月、ピュアークック四季が丘店閉店。

- 2016年
  - 5月、広島西こども発達支援センターくれよん開設

- 2017年
  - 5月、特別養護老人ホーム四季が丘せせらぎ園が開設。
  - 6月、広電ストアの移動販売車『ヒロデンジャー1号』の営業が開始。のちに広電ストアはマックスバリュ西日本に権利譲渡。

- 2019年
  - 7月、マックスバリュ西日本の『マックスバリュ号』の移動販売を活用した空き店舗2店舗を使い、買い物サロンが開店[4]。

- 2021年
  - 11月12日JA佐伯中央四季が丘支店業務終了。宮内支店へ統合

- 2023年
  - 4月、四季が丘町内会連合会と四季が丘コミュニティづくり協議会が統合し、「四季が丘自治連合会」が設立。

## 主な施設

### 商業施設等
地域内には個人経営の酒屋、カフェ、スタジオなどが点在する。かつてはスーパーマーケット（ピュアークック四季が丘店）や銀行支店（もみじ銀行四季が丘支店）も存在したが、いずれも2012年までに撤退している。バス通りとブールバールが交差する5丁目の四季が丘中央バス停付近が地域の拠点であり、ハーモニティプラザとアコールプラザという2区画に数店舗が入居している。四季が丘の商業施設については、中国新聞が2013年8月16日付紙面で「マイカーで麓や鉄道沿線の商業施設に向かう住民も多く、空き店舗が目立って」いると指摘している。
- ハーモニティプラザ四季が丘
  - ファイネス四季が丘（介護デイサービス）
  - 四季が丘クリニック　他

- アコールプラザ四季が丘
  - 近鉄住宅管理株式会社　広島営業所
  - 近鉄不動産住宅株式会社　四季が丘営業所　他

### 教育施設
- 廿日市市立四季が丘中学校
- 廿日市市立四季が丘小学校
- くすのき幼稚園
- 広島西こども発達支援センターくれよん

### 公園
四季が丘公園（ポポロの森）は、芝生広場や野鳥の森を抱える住民の憩いの場である。総面積2.1ha。
公園入り口から四季が丘を南北に貫くように、長さ500mにわたる歩行者・自転車専用の緑道「ブールバール」が伸びている。
ほか、住宅地内に10の公園が点在している。

### その他
- 四季が丘市民センター[6] - 講堂・会議室・図書室・講義室・集会室・研修室・調理実習室があり、四季が丘五丁目に位置する。四季が丘中央バス停下車徒歩2分[7]。
- 四季が丘郵便局 - 無集配局（局番号51649）
- 四季が丘公民館
- 四季が丘テニスコート

## イベント・催しごと
- 四季が丘とんど - 毎年1月第2日曜日（小正月）、四季が丘小学校校庭
- 四季が丘夏祭り - 毎年7月第3土曜日、ポポロ公園。2005年までの会場は四季が丘小学校だった。
- ポポロの森 野外コンサート - 毎年9月中旬～下旬、ポポロの森
- 敬老会 - 敬老の日頃
- 四季が丘地区スポーツ大会 - 毎年10月、四季が丘小学校体育館ほか
- 四季が丘市民センター（公民館）祭り - 毎年10月下旬

## 四季が丘出身の有名人
- 柳瀬明宏 - 元プロ野球選手（投手）。福岡ソフトバンクホークスと阪神タイガースに在籍した。
  - 小学校5年生のとき、父親の転勤に伴い神奈川県から移り住む。柳瀬家では「明宏がどの少年野球チームに所属するか」を最優先に考慮して、宮内少年野球クラブを選び四季が丘に住まいを定めたという[8]。四季が丘中学校時代は部活動ではなく廿日市シニア少年野球で活動し、如水館高校時代に夏の甲子園出場を果たした後、龍谷大学を経て2006年に福岡ソフトバンクホークスへ入団し、2016年に阪神タイガースへ移籍したが翌2017年に現役を引退した。
- 八崎朝子 - 映画「夏少女」で主演を務めた女優・子役。
  - 四季が丘中学校1年生だった1995年6月、早坂暁が自らの被爆体験を元に脚本化した映画「夏少女」（監督: 森川時久、制作: あびプロダクション（呉市））の主役に抜擢された[9]。桃井かおり、間寛平らと共演。
- 花岡なつみ - 歌手。
  - アクターズスクール広島で学ぶ。広島市を拠点とするアイドル・ユニットSPL∞ASHのメンバーとしても活動。
  - 2014年（平成26年）8月5日、第14回全日本国民的美少女コンテストで音楽部門賞を受賞。
  - 2015年8月12日、「夏の罪」で歌手デビュー。同曲はテレビ朝日系ドラマ『エイジハラスメント』の主題歌になっている。

## アクセス

### 公共交通機関
JR山陽本線の宮内串戸駅、または同駅にほぼ隣接する広島電鉄宮島線の宮内駅で下車し、宮内串戸駅バス停から広電バスの宮園・四季が丘線を利用するのが一般的である。
四季が丘中央バス停まで約15分、終点四季が丘バス停まで約18分（時刻や運賃については運行事業者に確認のこと）。
駅から四季が丘までは2.5kmの距離がある上、高低差もかなりあるため、自家用車での送迎も多い。
その他のアクセスとして、コミュニティバスの「廿日市さくらバス」の阿品台ルートと宮内ルート。広島バスセンター発着のバイパス四季が丘線がある。
- 広電バス[10]
  - 12 四季が丘線 - 宮内串戸駅・廿日市市役所前駅方面
  - 55 西広島バイパス線 宮園・四季が丘線 - 広島バスセンター方面
  - 13 佐伯線（廿日市市役所前駅 - 宮内串戸駅 - 津田）が四季が丘南口バス停に停車する
- 廿日市さくらバス[11]
  - 宮内ルート - 宮内串戸駅・廿日市市役所前駅・JA広島総合病院方面
  - 阿品台ルート - JA広島総合病院方面・廿日市市役所前駅・JR阿品駅方面 平日のみ

### 自家用車
西広島バイパスの宮内交差点から佐伯方面に2kmほどで「四季が丘入口」交差点に達する。広島方面からは、速谷交差点から陽光台を経由したほうが早い。
山陽自動車道・広島岩国道路の廿日市ICから約5分。同インターは宮内交差点とほぼ直結している。
- 広島県道30号廿日市佐伯線 四季が丘南口交差点・四季が丘西口交差点 - 宮内交差点・廿日市市役所方面 / 廿日市市津田方面
  - 国道2号 西広島バイパス 宮内交差点 - 広島市中心部方面 / 宮島口方面
- 広島岩国道路 廿日市IC
  - 廿日市IC - 廿日市JCT - 大竹IC方面 / 山陽自動車道 五日市IC方面

## 周辺
速谷神社「交通安全祈願の神様」として知られ、広島電鉄バスはここで祈祷を受けている。新車の安全祈祷を受ける人も多く、広い駐車場が用意されている。平安時代には延喜式内社の名神大社に列せられた由緒ある大社。安芸国総鎮守。
つゆ太郎地元に知られた名水。夏でも冬でも、日照りでも雨続きでも、変わらぬ量の澄んだ水が岩の割れ目から湧き続けることから不思議がられた。伝承では、このあたりには梅雨の時期にだけ姿を現す大蛇「つゆ太郎さん」が岩の割れ目に棲むといわれ、湧水点はその対岸にあたる。速谷神社のさらに山の手、山陽自動車道の高架下のあたりから、丁寧な案内板が出ている。近年訪れる人が増え、トイレや駐車場も整えられたが、一部の利用者のマナーの悪さが問題となり、トイレは撤去された。
折敷畑山（おしきばたやま）四季が丘公園（ポポロの森）の背後にそびえる標高445mの山。ハイキングルートが整備されている。1554年（天文23年）9月、大内氏の重臣陶晴賢の軍勢7千と、毛利元就の軍勢3千余がこの山で激突し、小早川隆景・吉川元春らによる包囲殲滅作戦により毛利側が圧勝したという（折敷畑の戦い）。翌1555年（天文24年）の厳島の戦い（厳島合戦）の前哨戦である。
御手洗川廿日市市明石から四季が丘入り口を通り、宮内を貫いて流れる川（二級河川）。「御手洗（みたらい）」の名は、神武東征の折に神武天皇が地御前に船を着け、野坂を通ってこの川で手を清めてから宮内天王社で祈りを捧げたという伝説に由来する。
広島県道30号廿日市佐伯線国道2号西広島バイパスの宮内交差点から旧佐伯町方面に伸びる県道。通勤時や、週末の吉和からのレジャー帰りの車で混雑することが多く、四季が丘北入り口から四季が丘、宮園、陽光台を抜ける生活道路が抜け道として利用されることも多い。通り抜け車両の増加は団地内の安全を脅かす存在ともなり、懸念する声もある。